# タレントゥム攻城戦 (紀元前212年)
第一次タレントゥム攻城戦（タレントゥムこうじょうせん）は、第二次ポエニ戦争中の紀元前213年末から紀元前212年にかけて行われた、ハンニバル隷下のカルタゴ軍による、ローマの同盟都市であるタレントゥム（現在のターラント）に対する攻城戦である。タレントゥムは無血開城し、カルタゴが占領したが、ローマ軍は隣接する要塞に立て篭もり、戦闘を継続した。

## 背景
カンナエの戦いでのローマの敗北は、アプリアやカンパニアを含む南イタリアのローマ同盟都市に動揺を与えた。中でもカプアはイタリア半島ではローマに次ぐ第2の都市であり、特に重要であった。
カンパニアでは続く2年間、ローマとカルタゴの戦いが繰り返された。紀元前214年夏、ハンニバルはアヴェルヌス湖付近にいたが、タレントゥムからの使者が訪れ、街をローマから開放して欲しいとの懇願を受けた。ハンニバルは時機を見てその実行を約束した。南イタリアの古いギリシャ殖民都市であるタレントゥムは裕福であるだけでなく海に面していた。当時アドリア海対岸のマケドニアのピリッポス5世はカルタゴと同盟関係を結んでいた。やはり港湾都市であるブリンディジは依然ローマとの同盟を維持していたため、タレントゥムはフィリポス5世が陸軍派遣を決意した場合、それを受け入れるに最適であった。
カルタゴ軍はネオポリス（現在のナポリ）付近を略奪し、ノラに向かった。執政官（コンスル）マルクス・クラウディウス・マルケッルスはこれを聞き、スエッスラ（en）に駐屯していた法務官（プレアトル）マルコ・ポンポニオ・マトーネ（it）をこれに向かわせた。初日の戦いはローマの勝利に終わった（第三次ノラの戦い）。翌日ローマ軍は戦場に再集結したが、ハンニバルは野営地に留まった。3日目の夜、ハンニバルは今回も含め3度失敗しているノラの占領を諦め、ローマ同盟都市の離反を狙ってタレントゥムへ向かった。
この頃、法務官クィントゥス・ファビウス・マクシムス（en、クィントゥス・ファビウス・マクシムス・ウェッルコスス・クンクタートルの息子）はルケラ（現在のルチェーラ）近くのヘルドニア（現在のオルドーナ）に駐屯していた。他方、ハンニバルは周辺を破壊しながらタレントゥムに到着した。ティトゥス・リウィウスによると「タレントゥムの領域に入ってからは、タレントゥム市民に反感を抱かせないよう、いかなる破壊も行わなかった。」。
続いて、約1,000人の兵士を、街の近郊1.5キロメートル付近に野営させた。カルタゴ軍到着の3日前、ブルンディシウム（現ブリンディジ）のローマ艦隊を指揮していた法務官マルクス・ヴァレリウス・レウィヌス（en）は、マルクス・リウィウスをタレントゥムに派遣した。リウィウスは直ちに優秀な若者を選び、奇襲を受けないように重要箇所や全ての城壁や門に配置した。ハンニバルはアヴェルヌス湖に来た使者を信じ、タレントゥム周辺の破壊を行っていなかった。また、この時点でもなお、タレントゥムをローマから離脱させることを諦めていなかった。ハンニバルはここで冬営を行うことを決め、穀物を占領したメタポントゥム（en）とヘラクレア（en）から送らせた。またヌミディア兵とマウレタニア兵もそこから送らせ、アプリア近くの丘陵地帯の耕地を完全に略奪し、兵に分配した。

### 開戦の原因：人質の殺害と裏切り
リウィウスの記録から、ハンニバルは紀元前213年の夏にはタレントゥムの奪取を期待してサレントの田舎で過ごしていたことが分かる。紀元前212年初期には、いくつかの小さな都市がカルタゴ側に付いた。
一方ローマは裏切りを防ぐために、タレントゥムとトゥーリの指導層から人質を取っていたが、親カルタゴ派からの薦めに従い、人質達はローマから脱走した。しかしテッラチーナで捕らえられ、杖で打たれた上にタルペーイアの岩から突き落とされて殺され、両都市を憤慨させることとなった。ポリュビウスによると、タレントゥムの親カルタゴ派の市民は夜中に街から出てハンニバルの野営地に向かい（約3日の距離であった）、使節としてハンニバルに面会に来た親ローマ派のリーダーであるフィルメノとニコーネを待ち伏せしていた。彼らを逮捕した後、ハンニバルに街を渡すことを同意させた。その後ハンニバルは彼らを釈放して街に戻らせ、市民を説得させるようにした。2度目の使節がハンニバルに送られ、街を明け渡した場合にも税金は払わないこと、現在の法を維持し資産を保全することを要求した。その代わりに、街中のローマ人の家の略奪は認めた。
ハンニバルは同一場所に長く留まっていることをローマ軍に疑われないように、病気を装っていた。準備が整うと、10,000の優秀な歩兵と騎兵を率い、4日分の食料を持たせてタレントゥムに向かって出発した。ヌミディア騎兵8騎のみを6キロメートル程度先行させたために、本軍10,000の存在は気付かれなかった。ハンニバル自身もタレントゥムから22キロメートル程度まで接近していたが、指揮官達を召集して指示を与え、攻撃の夜を待った。目的は深夜に城壁に到達することであった。
他方フィルメノは「テメディニの扉」と呼ばれる南側の塔の守備をしていたローマの守備隊長（リウィウスによるとマルクス・リウィウス・マカト、ポリュビウスによるとガイウス・リウィウス）の機嫌をとり、攻撃予定の日にアゴラ（街の中央の広場）近くのムセイオンでの宴会にその友人とともに招待した。ハンニバルはこの時を待っていた。

## 兵力

### ローマ軍
ローマ軍の兵力は数百、あるいは数千程度で、街の最も西方にある要塞化されたアクロポリスに残っていた。後にメタポントゥム（en）からの援軍が加わった。

### カルタゴ軍
ハンニバルは手持ちの兵力から10,000を抽出した、最精鋭の歩兵と騎兵（ポリュビウスによると少なくとも2,000）を攻略に用いた。ハンニバルの軍は、アクロポリスの反対側にあたる東側から近づいた。

## 攻城戦

### 初日の夜襲
ハンニバルとタレントゥムの親カルタゴ派の間の約束では、カルタゴ軍が街の東側のポルテ・トラメンディニに近づいた際に、カルタゴ軍はアポローンの墓所から灯りで連絡することとなっており、城内のトレギスコからの灯りによる応答を待って、侵攻を開始することとなっていた。同時にニコーネとトレギスコは、灯りを見たら直ぐに門に向かい、塔を守備している衛兵がカルタゴ軍を視認する前に殺す計画であった。この企みは完全に成功し、城門は開け放たれ、ハンニバルは歩兵とともに入城し、騎兵は必要があるまで外部で待機することとなった。
ハンニバルの入城はスムースに行われ、この作戦の中での最重要な部分が完全に成功した。続いてバッサ街を通ってアゴラに向かった。約2,000の兵士は、ローマ軍の外部からの反撃に備えて城外に残った。ハンニバルは他の経路も確保したかったため、フィレメノに対して、1,000人のリビュア兵とともに最寄の門に向かうように命じた。フィレメノが城門の外から笛を吹くと、守備兵は城門を開けて出撃した。彼らと合流すると直ちに衛兵を殺し、城外に潜んでいたリュビア兵を引き入れた。彼らもまたアゴラへ向かって進んだ。
アゴラで合流した後、ハンニバルはガリア兵2,000を3つに分け、タレントゥム市民に案内をさせて市内に向かわせた。ガリア兵は主要道路を占拠し、ローマ人を殺し、タレントゥム市民は殺害に巻き込まれないよう静かにしておくように命じた。タレントゥム市民がカルタゴ軍の進入に気付いたとき、かつてない混乱が生じあちこちで騒ぎが起こった。ローマの長官は家族と共に港に通じる門（西門）に逃れた。そこで家族と別れ、守備隊の多くが残っている塔に戻った。フィレメノの部隊はローマ軍からトランペットを奪い、それを吹き鳴らした。ローマ軍はそれが何を意味するものか分からず、一部は持ち場に留まったが、一部はそれにおびき出されてカルタゴ軍に捕らえられ、殺された。一方、タレントゥム市民は当初ローマ軍の演習かと思っていたが、ローマ軍の死体を見て、ハンニバルが城内に入ったことを知った。しかし、大規模な騒乱は発生せず、市民に対する暴力や略奪も起きなかった。

### アクロポリス要塞

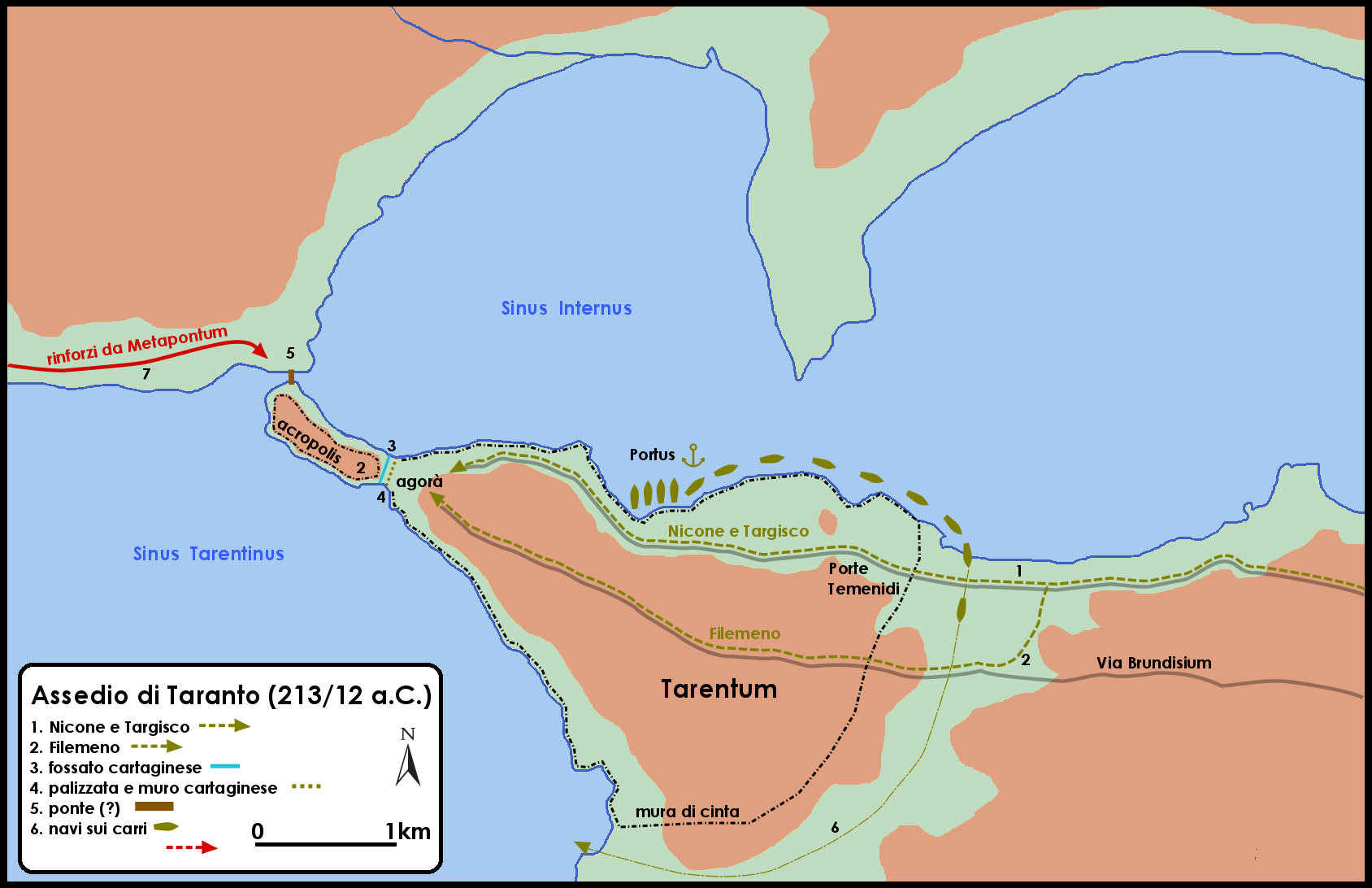
タレントゥム攻城戦の概要図

夜明けになると、ハンニバルはアゴラ内部に兵を入れた。他方、生き残っていたローマ人はアクロポリスの要塞内部に撤退した。次に、市民を非武装の状態で集め、親カルタゴ派市民はカルタゴ軍はタレントゥム防衛のために入城したのであって、一般市民に静謐を保つように諭した。ローマに親近感を持つタレントゥム市民は、ローマ人とともに行動することを望み、アクロポリスに避難した。ハンニバルは集まった人々に好意的に働きかけ、タレントゥム市民は彼の言葉を受け入れた。次に家の扉にローマ人、タレントゥム人と書くように命じ、ローマ人と書かれた家の住民は死刑が宣告された。その執行に何人かの指揮官が選ばれ、家財は略奪された。
これが完了した後、翌日にはタレントゥム市民も出席した会議が開催された。ハンニバルはローマ軍の攻撃に備え、アゴラとアクロポリスのローマ要塞の間に新たな城壁を作ることを決定した。まず要塞の城壁に並行して壁を築き、続いてその手前に濠が掘られた。
この工事が開始されると、ローマ軍は大胆にもカルタゴ軍を攻撃することを決意した。戦闘は2つの壁の間の極めて狭い場所で行われたため、激烈なものとなった。最終的には、ローマ軍は要塞に撤退することとなった。戦闘で死んだ兵も多かったが、ほとんどはカルタゴ軍に追い詰められて濠に落下して死亡した。その後工事が行われている間、ローマ軍の攻撃はなく、柵や深い堀が完成した。この新しい城壁のため、タレントゥム市民はカルタゴ軍の支援が無くとも、ローマ軍守備部隊に対抗できるようになった。タレントゥム防衛のために適当な数の守備部隊と騎兵を残し、ハンニバルは残りの兵を率いてガレソ川方面に移動し、街から7.5キロメートル程はなれた場所に野営した。タレントゥム市民の協力により工事が早期に完成したため、ローマ軍が守備するアクロポリスの攻略は可能であると考えた。ローマ軍に近郊のマテポントから海路援軍が到着したことを知ったとき、ハンニバルは実質的に攻城戦の準備を完了していた。この時点で最も重要なのは、制海権の確保であり、これはタレントゥム市民に委ねられた。アクロポリスのローマ軍が制海権を握り、近郊の都市との連絡が可能であったため、内港に閉じこめられたタレントゥムの船は使えなかった。他方ローマは危険を冒すこと無く、海上から補給を受けることができた。
ここでハンニバルは新しい計画を立案した。内港に停泊しているタレントゥム船を巨大な荷車に載せ、陸上を移動させて外海に運び制海権を得るというものである。これによって、アクロポリスへの補給を海陸ともに絶つことが可能となった。ハンニバルは守備兵のみを残し、3日の距離にある野営地へと引き揚げた。

## その後
ハンニバルはタレントゥムの奪取には成功したが、その要塞は占領できなかった。同年（紀元前212年）、レガトゥスのガイウス・セルウィリウス・ゲミヌス（en）が元老院の承認を得て、エトルリアにいた法務官のプブリウス・コルネリウス・スッラによって派遣され、多量の穀物も運び込まれた。ゲミヌスは敵艦の妨害を排除してローマ支配下のタレントゥム港に入港できた。しかし、ローマの同盟都市であったメタポントゥムは放棄され、カルタゴ側についた。続いてスリウム（en）もカルタゴに下った。
紀元前209年、クイントゥス・ファビウス・マキシムスがタレントゥム奪回に向かった（第二次タレントゥム攻城戦）。今回はローマが勝利したが、市民30,000人が奴隷として売られた。